# Roller Coaster (Great Yarmouth Pleasure Beach)
Der Roller Coaster, auch bekannt als the Scenic oder Scenic Railway Roller Coaster (engl. Achterbahn), ist eine Holzachterbahn vom Typ „Scenic Railway“ im Great Yarmouth Pleasure Beach in Great Yarmouth. Die Bahn wurde dort 1932 aufgebaut und ist seitdem in Betrieb. Er ist einer der letzten acht Scenic Railways der Welt und der letzte in Großbritannien. Eine Besonderheit ist der mitfahrende „Bremser“, der statt auf der Strecke montierten Bremsen, mit einer am Zug befindlichen Bremse jederzeit die Geschwindigkeit senken kann. Die Bahn ist außerdem die zweithöchste und zweitschnellste Holzachterbahn in Großbritannien.

## Die Bahn
Der Aufbau der Bahn besteht aus Tannen- und Kiefernholz und ist komplett mit bemalten Metallplatten verkleidet. Die Strecke besteht ebenfalls aus Holz und hat in den Tälern Rettungswege an beiden Seiten. Obwohl die Bahn oft als side-friction rollercoaster bezeichnet wird, gibt es keine Side-Friction-Räder. Stattdessen sind die Laufräder angeflanscht wie bei einer Eisenbahn, wodurch der zwischen den ersten beiden Wagen sitzende Bremser die Aufgabe hat, die Geschwindigkeit niedrig genug zu halten, um den Zug in Kurven nicht aus der Scheine springen zu lassen.
Die Bahn besitzt zwei große Abfahrten, von denen die erste durch die Stützen eines anderen Streckenabschnitts hindurchführt.

## Geschichte
Die Bahn wurde ursprünglich als größte Attraktion der Pariser Kolonialausstellung 1929 vom Deutschen Erich Heidrich, der zuvor bereits die Montaña Suiza im baskischen Donostia-San Sebastián gebaut hatte, errichtet und vom Schausteller Hugo Hans betrieben. Nach einem Besuch der Ausstellung kaufte der Besitzer des Pleasure Beach in Great Yarmouth, Pat Collins, die Bahn und ließ sie dann gemeinsam mit Harry und Edward Wadbrook zerlegen und nach England bringen. Dort wurden sie nach der Ankunft der Teile im Februar 1932 von einer Gruppe deutscher Arbeiter auf dem Pleasure Beach wieder aufgebaut, so dass sie im April 1932 für Besucher öffnen konnte.
Wie die anderen Scenic Railways dieser Zeit, hatte der Roller Coaster eine Thematisierung aus Gips-Bergen an den Seiten der hölzernen Struktur, sowie weitere Gestaltungselemente wie künstliche Schlösser.
Zu Beginn hatte die Bahn fünf hölzerne Züge, welche in den 1960ern durch neue aus Glasfasern ersetzt wurden, die bis heute eingesetzt werden.
In den späten 1960ern wurde auch die Thematisierung erneuert und der alte Gips durch mit einer Berglandschaft bemalten Blechplatten ersetzt. Später  wurde der Roller Coaster ein weiteres Mal neu thematisiert und fährt seitdem über eine hellblaue Struktur mit einem blau-rot-weißen Sternen-Band auf Höhe der Strecke.
Pat Collins Bruder John baute 1938 eine Kopie der Bahn, welche 1940 in seinem Barry Island Pleasure Park eröffnete, wo sie 1973 durch einen Sturm zerstört wurde.